# ميشيل ماكفي
ميشيل ماكفي (بالإنجليزية: Michele McPhee)‏ هي مقدمة برامج إذاعية وصحفية أمريكية، ولدت في 8 أبريل 1970 في ويكفيلد في الولايات المتحدة.